# ティカル
ティカル（Tikal）は、グアテマラのペテン低地にあった古典期マヤの大都市である。マヤ文明の政治、経済中心都市として紀元4世紀から9世紀ごろにかけて繁栄を極めた。ティカルの遺跡は1979年に世界遺産の複合遺産に登録された。

## 歴史

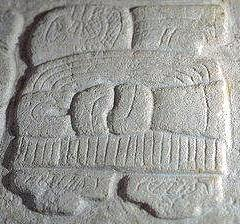
ティカルの紋章文字。

ティカルのもともとの名は、「ムトゥル」または「（ヤシュ）ムタル（Yax Mutal、Yax Mutul）」と言われている、その正確な意味はまだ解明されていない。
一方、「ティカル」はユカテコ語由来で、「水たまりにて」を意味しているとされている。1840年代で観光客や猟師達が遺跡にあった溜池に因んで作った呼び名だという。
ティカルは熱帯雨林地帯で栄えたマヤ最大の神殿都市である。最盛期には6万人もの人々が暮していた。ティカルの地はカリブ海とウスマシンタ川を結ぶ交通の要地であり、翡翠やケツァールの羽根、黒曜石などの貿易が行われていた。ティカルに集落ができたのは紀元前800年ごろにさかのぼる。1世紀までに町は現在みる形になり、ピラミッドが作られた。後世の碑文によれば、ティカル王朝の最初の王（アハウ）はヤシュ・エーブ・ショークといい、1世紀後半のころの人物だったらしい。石碑29はティカルでもっとも古い日付（292年）を記している。
378年、テオティワカンの将軍シヤフ・カック（siyaj kak/「火の誕生」)によって征服され、ティカルのモニュメントは破壊された。テオティワカンの王族ともいわれるヤシュ・ヌーン・アイン（「最初のカイマンワニ」）が即位し、新王朝が始まった。この時代にはテオティワカンの強い影響を受けた遺物が残っているが、約30年後にシヤフ・チャン・カウィール2世が即位するとテオティワカンの影響は弱まった。
21代目の王ワク・チャン・カウィールはおそらく北のカラクムルに攻められて562年に殺され、それから130年にわたって石碑による記録がまったく存在しない暗黒時代にはいる。しかし、土器は作られ続けたし、人口が減ったわけでもなく、都市そのものが衰えたわけではなかった。25代目のヌーン・ウホル・チャークはカラクムルに攻められてパレンケに逃れた。その後ティカルに戻って南のドス・ピラスを攻めたが、679年に敗北した。
682年に26代目のハサウ・チャン・カウィールが即位するとティカルの王朝は再び勢力を取り戻し、長年の宿敵であったカラクムルを695年に破った。次のイキン・チャン・カウィールのときにティカルは最盛期を迎え、王は外征を繰り返した。古典期後期最大の建築物である4号神殿（高さ65m）や6号神殿が建設されたのもこのときである。29代目のヤシュ・ヌーン・アイーン2世は2つのツイン・ピラミッド(Q, R)を建てた。
9世紀にはいると、中央マヤの都市は衰退し、ティカルもその例外ではなかった。ティカルの最後の石碑は869年の日付を示している。ティカルは50年から100年かけてゆっくりと崩壊していった。衰退の原因は明らかではないが、人口の増加にともなって農業収穫を増やす必要があり、その結果土地が痩せ、気候変化や病害の影響を受けやすくなったなどの原因が考えられている。

## 遺跡
ティカルは長年に渡って建造された建築物が残っている。もっとも目立つのは「神殿」と呼ばれる階段ピラミッドで、現在は森の中から首を突き出しているように見える。神殿の前にはたくさんの石碑が立っており、支配者たちの姿が浮き彫りにされたレリーフがある。
ティカルの中央部にある1号神殿は高さ51メートルのピラミッド状の建築物で、古典期マヤを代表する建築物である。最上部の神殿入口でジャガーの彫刻が発見されたために「大ジャガーの神殿」とも呼ばれる。ハサウ・チャン・カウィールが埋葬されており、734年に造られた。その向かいの2号神殿もハサウ・チャン・カウィールのときに造られた。両神殿の南北に中央アクロポリスと北アクロポリスがあり、多数の建築物がひしめきあっている。次代のイキン・チャン・カウィールは南東の6号神殿（碑文の神殿）と、西の巨大な4号神殿を造った。
遺跡にはまたピラミッドが東西に2つ並んだツイン・ピラミッド複合体が7つある。これらは20年ごとのカトゥンの終わりを祝うための場所として造られた。
「失われた世界」(Mundo Perdido)と名づけられた地域は先古典期の祭祀遺跡群で、後に何度も再建された。

## 再発見とその後
1525年、スペインの征服者エルナン・コルテスがティカルを通り過ぎたが、手紙に書き込むことはなかった。1696年、スペイン人修道士アンドレス・デ・アベンダーニョ（Andrés de Avendaño）がペテンの密林の中に迷い込み、ジャングルにそびえる巨大ピラミッドを発見した。これがおそらくティカルだったといわれている。この地がティカルと呼ばれて一般に知られるようになったのは19世紀後半にはいってからである。1881年にはアルフレッド・モーズリーがジャングルを切り開いて初めてティカルを写真に撮影した。その後テオベルト・マーラーやシルヴェイナス・モーリーがティカルを調査した。
1955年5月にグアテマラ政府はティカルを国立公園に指定した。
1955年からエドウィン・シュック率いるペンシルベニア大学によるティカルの大規模発掘が開始された。1960年にはマヤでもっとも古い292年の長期暦の日付をもつ石碑29を発見した。1963年からはウィリアム・コウが発掘事業を継続した。その後、グアテマラ考古研究所(IDAEH)による発掘が行われた。しかし、発掘されたのは現在も全体のごく一部分にすぎない。
ティカルは『スターウォーズ』第1作（スター・ウォーズ エピソード4/新たなる希望）においてヤヴィン第4衛星のロケ地として使用された。
『ソニックアドベンチャー』のキャラクター「ティカル」は、この遺跡にちなんで名付けられた。

## 生態系
マヤ地域にあるティカル国立公園には湿地、サバナおよび熱帯広葉樹林、ヤシ林などからなる広大な森林地帯があり、その中に様々な着生植物およびラン科、パイナップル科の植物が生えている。公園にはジャガー、ピューマ、オセロット、マーゲイ、ジャガランディなど5種のネコ科の動物、マントホエザル、ユカタンクモザルなどの数種のサル、アリクイ、ベアードバク、60種以上のコウモリ、メキシコカワガメ、モレレットワニ、38種のヘビ、そしてヒョウモンシチメンチョウ、ヒメオウギワシ、アカエリクマタカ、オオホウカンチョウなど330種以上の鳥類が生息している。

## 登録基準
この世界遺産は世界遺産登録基準のうち、以下の条件を満たし、登録された（以下の基準は世界遺産センター公表の登録基準からの翻訳、引用である）。
- (1) 人類の創造的才能を表現する傑作。
- (3) 現存するまたは消滅した文化的伝統または文明の、唯一のまたは少なくとも稀な証拠。
- (4) 人類の歴史上重要な時代を例証する建築様式、建築物群、技術の集積または景観の優れた例。
- (9) 陸上、淡水、沿岸および海洋生態系と動植物群集の進化と発達において進行しつつある重要な生態学的、生物学的プロセスを示す顕著な見本であるもの。
- (10) 生物多様性の本来的保全にとって、もっとも重要かつ意義深い自然生息地を含んでいるもの。これには科学上または保全上の観点から、すぐれて普遍的価値を持つ絶滅の恐れのある種の生息地などが含まれる。